# Vaxoncourt
Vaxoncourt ist eine französische Gemeinde mit 502 Einwohnern (Stand 1. Januar 2022) im Département Vosges in der Region Grand Est (bis 2015 Lothringen). Sie gehört zum Arrondissement Épinal, zum Kanton Golbey und zum Gemeindeverband Agglomération d’Épinal.

## Geografie
Die Gemeinde Vaxoncourt liegt am Mosel-Nebenfluss Durbion, etwa zehn Kilometer nördlich von Épinal. Umgeben wird Vaxoncourt von den Nachbargemeinden Zincourt im Nordosten, Pallegney im Osten, Thaon-les-Vosges im Süden, Igney im Westen sowie von Nomexy und Châtel-sur-Moselle im Nordwesten.

## Geschichte
Fundamente, Ziegel und ein steinerner Altar sind Beleg für die Besiedelung in römischer Zeit.
Im Jahr 1287 unterstand die Herrschaft Vaconcourt dem Bischof von Metz.

### Bevölkerungsentwicklung

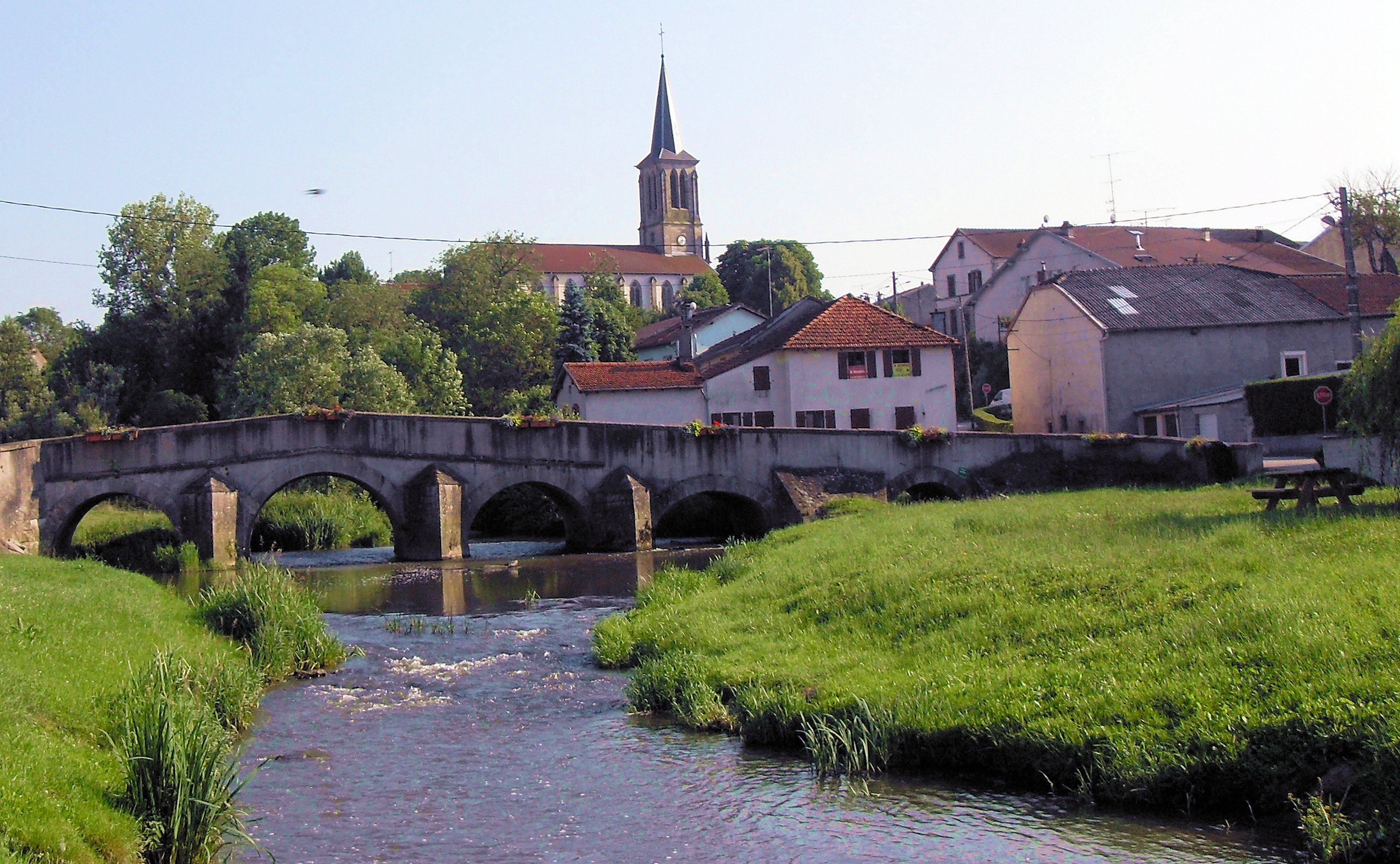
Blick über den Durbion auf Vaxoncourt
mit der Kirche St. Martin

| Jahr      | 1962 | 1968 | 1975 | 1982 | 1990 | 1999 | 2006 | 2017 |
| Einwohner | 430  | 392  | 361  | 357  | 418  | 395  | 434  | 452  |